# Rauchsalz

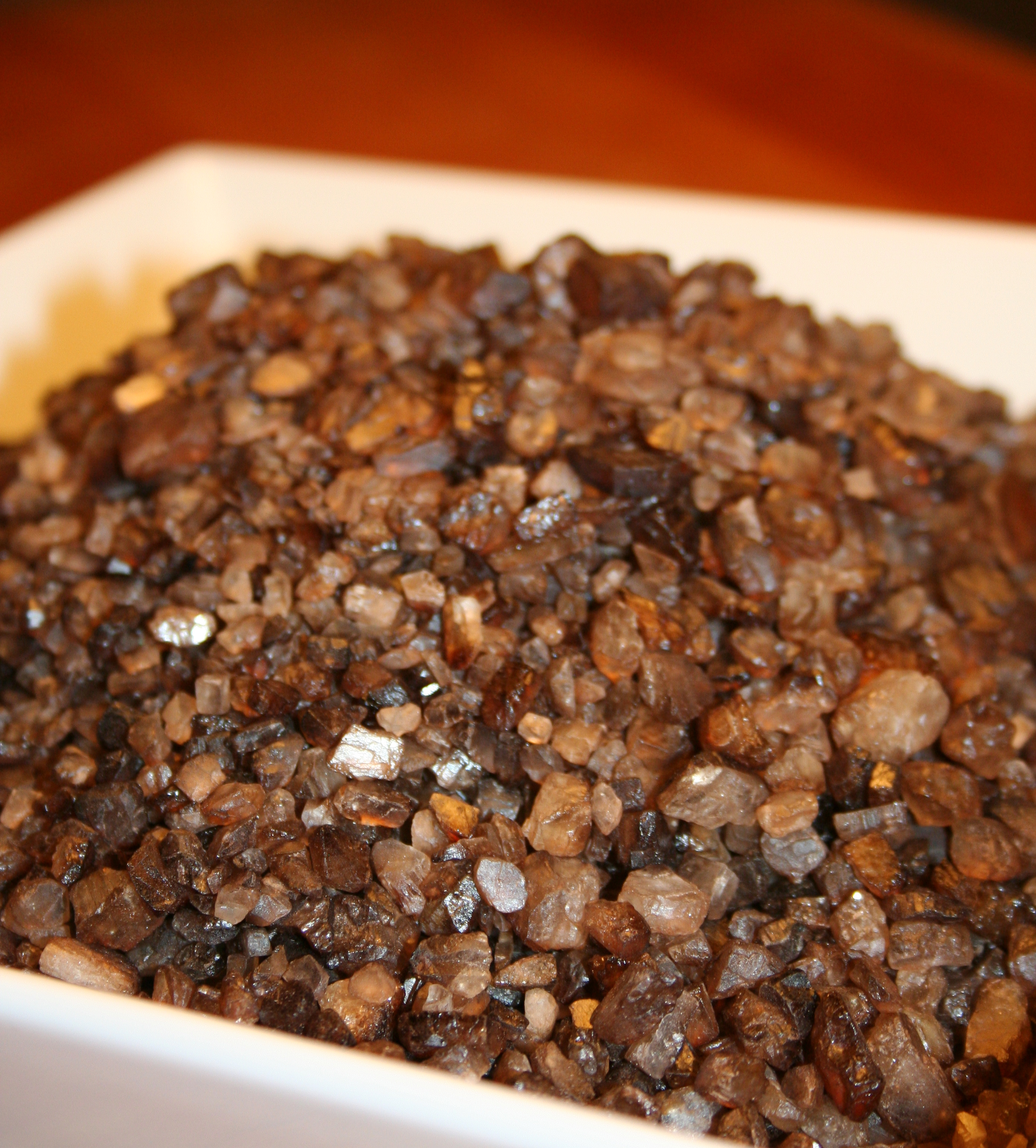
Geräuchertes grobes Meersalz

Rauchsalz (auch Hickorysalz oder Smoked Salt) ist durch Räuchern oder mit Raucharoma aromatisiertes Speisesalz, das als Gewürz verwendet wird. Es verleiht Gerichten einen rauchartigen Geschmack und gilt als typischer Bestandteil der US-amerikanischen Küche.

## Herstellung
Zur traditionellen Herstellung wird grobes Salz, oft Meersalz, mehrere Tage geräuchert. Dabei schlägt sich der Rauch als Kondensat auf den Salzkristallen nieder. In den USA wird dazu in der Regel Hickoryholz verwendet.
Bei industriellen Herstellungsverfahren wird das Salz mit (ebenfalls durch Kondensation von Rauch gewonnenem und dann industriell weiterverarbeitetem) Raucharoma versetzt und teils mit Karamell zusätzlich gefärbt.

## Sorten
Die bekanntesten Rauchsalz-Sorten sind Hickorysalz und Dänisches Rauchsalz. Seltener findet man Wikingersalz und Salish Salz. Fleur de Sel Chardonnay ist eine echte Rarität, da zum Räuchern das Holz alter Chardonnay-Fässer verwendet wird. Neben den klassischen Sorten werden heute zusätzlich regionale Sorten angeboten.
Die wesentlichen Unterschiede zwischen den einzelnen Sorten liegen in der zum Räuchern verwendeten Holzart, der Dauer des Räuchervorgangs und des verwendeten Salzes.
Die Dauer des Räuchervorgangs und das verwendete Holz entscheiden maßgeblich über den Geschmack und den Preis des Rauchsalzes. Die Färbung ist ein guter Indikator für die Qualität, sofern eine künstliche Färbung ausgeschlossen werden kann.